# 韦恩马纳德
韦恩马纳德（Venmanad），是印度喀拉拉邦Thrissur县的一个城镇。总人口9687（2001年）。

## 人口
该地2001年总人口9687人，其中男性4642人，女性5045人；0—6岁人口1034人，其中男548人，女486人；识字率86.00%，其中男性为86.58%，女性为85.47%。